# Antonio Camacho Vizcaíno
Antonio Camacho Vizcaíno (ur. 11 lutego 1964 w Madrycie) – hiszpański polityk i prawnik, parlamentarzysta, w 2011 minister spraw wewnętrznych.

## Życiorys
Z wykształcenia prawnik. Uzyskał uprawnienia prokuratora, pracował w tym zawodzie w Walencji i Madrycie. W latach 2000–2003 był rzecznikiem zrzeszenia prokuratorów Unión Progresista de Fiscales.
W kwietniu 2004 został sekretarzem stanu ds. bezpieczeństwa w hiszpańskim rządzie. W lipcu 2011 zastąpił Alfreda Péreza Rubalcabę na stanowisku ministra spraw wewnętrznych w drugim gabinecie José Luisa Zapatero. Urząd ten sprawował do grudnia 2011.
W tym samym roku uzyskał mandat posła do Kongresu Deputowanych X kadencji z ramienia Hiszpańskiej Socjalistycznej Partii Robotniczej (PSOE). Złożył go w 2014, rezygnując z działalności politycznej. Został następnie prawnikiem w prywatnej firmie prawniczej Pérez-Llorca.
Odznaczony Krzyżem Wielkim Orderu Karola III (2011).